# Sisyphus araneolus
Sisyphus araneolus är en skalbaggsart som beskrevs av Gilbert John Arrow 1927. Sisyphus araneolus ingår i släktet Sisyphus och familjen bladhorningar. Inga underarter finns listade i Catalogue of Life.